# 狩野忠正
狩野 忠正（かのう ただまさ、1938年3月2日 - 2018年5月30日）は、日本の建築家、狩野忠正建築研究所代表、竹中工務店プリンシパルアーキテクト、神戸大学、大阪芸術大学教授。

## 来歴
1938年に、当時日本統治下にあった朝鮮の全羅南道麗水（現・大韓民国内）で生まれる。終戦後、佐賀県の唐津港に引き揚げ、両親の実家のあった長崎県島原市に移り住む。小学5年生までを島原で過ごした後、兵庫県明石市に再度転居した。建築家を目指したのは幼少期に岡山県の閑谷学校を訪問してその建物を見たことが原点であると回想している。
1962年に神戸大学工学部建築学科（堯天義久研究室）を卒業して竹中工務店に入社し、設計部に配属された。竹中工務店では岩本博行に師事する。
1960年代後半には、西澤文隆の実測調査の影響で安藤忠雄と日本各地の茶室を実測に回り、その経験が後の設計活動に生かされたという。
1981年「三輪そうめん山本本社」にて、第6回吉田五十八賞を受賞した。
1984年10月18日に村野藤吾と狩野が誌面の企画で対談し、翌月11月26日に村野が死去した。この対談が村野の生前最後のインタビューとなり、近畿建築士会協議会機関紙「hiroba」1985年1月号に掲載された。
1989年 竹中工務店設計部長、1994年 同社プリンシパルアーキテクトとなる。1995年に独立して、狩野忠正建築研究所をベルリンと大阪市に設立した。
1997年に神戸大学工学部建築学科教授に就任し、2001年に名誉博士号を授与された。
2001年には、大阪芸術大学大学院芸術制作研究科教授に就任し、翌年には芸術学部環境デザイン学科教授・学科長となる。2008年から2011年の間は大学院客員教授となっていた。
2018年5月30日、誤嚥性肺炎により死去（満80歳没）。死去から2か月後の7月29日に「偲ぶ会」が大阪市内で開かれ、安藤忠雄らが出席した。
その他、狩野忠正建築研究所設立以前の竹中工務店時代に、建築資料室として発表した作品が複数存在する。

## 主な作品・受賞歴
※以下の出典は、全て『建築人』No.610。

### 竹中工務店設計部
- ショーズビル
- ダイエー鹿児島ショッパーズプラザ
- 塩野義製薬福島分室
- ユニチカオークタウン
- 清和台センターモール（1980年 商空間デザイン奨励賞）
- 百合学園聖母幼稚園
- 三輪そうめん山本本社（1981年 吉田五十八賞、1984年 BCS賞、2014年JIA25年賞）
- 播磨屋本店円山店（1989年 BCS特別賞、1990年 日本建築士会連合会優秀賞、同大阪府知事賞、2012年 JIA25年賞）
- 京都四条通りアーケード（1990年、グッドデザイン商品選定証）
- 梅花学園澤山記念館（1990年 日本建築士会連合会優秀賞）
- 伊丹アイフォニックホール
- YHP神戸事務所
- 奥郷屋敷（1991年 BCS賞、甕賞銀賞）
- クリスタルタワー（1992年 BCS賞）
- 松蔭女子学院大学大山ロッジ（1993年日本建築士会連合会優秀賞）
- 日本キリスト教団池田五月山教会
- 心斎橋東洋ビル（心斎橋OPA）
- 心斎橋アーケード（1991年 照明学会優秀照明施設賞 ）
- 神戸朝日ビル（1995年BCS賞）
- 神戸メリケンパークオリエンタルホテル
- アクア堂島（基本設計）
- 大阪ドーム（基本設計/日建設計共同設計）
- ハービス大阪（基本設計）

### 建築資料室
- 不知火館[13]
- 神戸山手通りの家[14]

### 狩野忠正建築研究所
- 長嘯館
- 円安寺
- UFF（2000年銅を用いたすぐれた建築のコンクール入賞）
- 神戸大学百年記念会館（2001年神戸景観ポイント賞）
- 吹田の家
- ケロヨンシアター（S邸）
- 中之島公園照明計画
- 南山洞禅院
- ヨーロッパ通りまちづくり
- 家と庭と家（K邸）
- フローリス（老人介護保険施設）
- -Obalhouse-楕円の家
- 楕円の家
- ぐるぐるハウス
- 天満天神繁昌亭（2008年大阪都市景観建築賞、同大阪まちなみ賞、同大阪市長賞 ）
- 鹿篭の家II期
- 空の庭
- 調布の広場（共同住宅・作業場・ギャラリー）
- 浮かぶ家（U邸）
- ナンジャモンジャの家（H邸）

## 著書・論文
※以下の出典は『建築人』No.610、および『Message from Berlin - 建築家の思索の日々』。
- コマーシャルスペースの計画とデザイン（1986年 / 商店建築社）
- 現代の民家（1989年 / 学芸出版社）
- 光・形（1989年 / 求龍社）
- 建築ノート（1992年 / 新建築社 / 共著・本多友常）
- 建築に潜む自然（1993年 /六曜社）
- 自然に潜む日本 （1993年 / 六曜社）
- 環境デザインの視野 - 人・都市・自然を学ぶにあたって（2006年 / 澪標 / 共著・篠沢健太）
- Message from Berlin - 建築家の思索の日々（2018年 / 澪標）
- 「建築家の世界」12人の建築家へのインタビュー［村野藤吾・浦辺鎮太郎・海老原一郎・大江宏・東畑謙三・前川國男・ 吉村順三・清家清・彦谷邦一・西澤文隆・芦原義信・丹下健三］（『hiroba』1985年1月号 - 12月号）
- 「狩野忠正が訪ねる知のパイオニア」［三木善彦・吉田簑助・榊莫山・樋ロ隆康・石毛直道・木村重信・笹田剛史・庄野英二・河合雅雄・佐藤文隆・伊藤郁太郎・森毅・服部紀和］（『hiroba』1992年1月号 - 12月号）
- どうしても埋めておかなければならない深い溝（新建築1999年8月号）
- 世界の丸い家を歩く（毎日小学生新聞2006年4月〜2007年3月）